# Amphiaraos

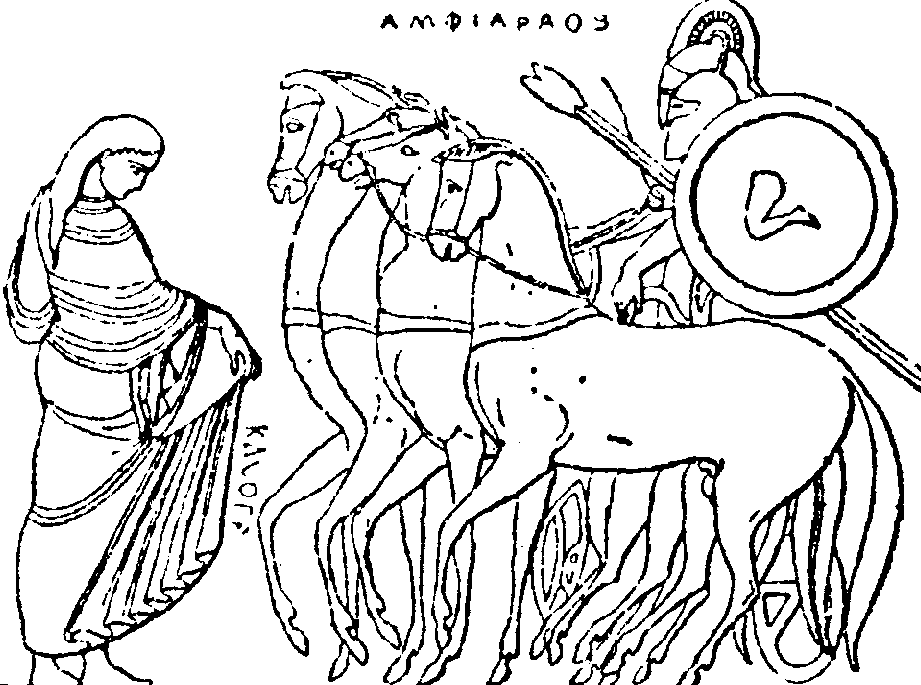
Amphiaraos und Baton vor dem Aufbruch nach Theben

Amphiaraos (altgriechisch Ἀμφιάραος Amphiáraos, verkürzt auch Ἄμφις Ámphis) ist in der griechischen Mythologie ein Seher des Zeus und Feldherr aus Argos. Er war Sohn des Oikles, aus dem Hause der Melampiden, und der Hypermnestra. Er wurde auch als Sohn des Apollon bezeichnet, was auf seine seherischen Fähigkeiten zurückzuführen ist. Er heiratete Eriphyle und zeugte mit ihr den Amphilochos, den Alkmaion, die Eurydike, die Demonassa und die Alkmene.

## Mythos

### Jagd nach dem Kalydonischen Eber
Da Oineus, der König von Kalydon, eines Tages Artemis in seine Opfergaben einzuschließen vergessen hatte, sandte diese einen gewaltigen Eber, das Reich des Königs zu verwüsten. Deshalb lud dieser Helden aus ganz Griechenland zu sich, um Jagd auf das Tier zu machen. Auch Amphiaraos war dabei und traf den Eber mit seinem Pfeil ins Auge, nachdem Atalante ihn verwundet hatte. Meleagros, der Sohn des Oineus, streckte ihn schließlich nieder.

### Argonautensage
Amphiaraos wird als Held in der Sage um die Fahrt der Argo sowohl bei Apollodor als auch bei Pausanias erwähnt. In den Argonautica des Apollonios von Rhodos wird er jedoch nicht als Teilnehmer aufgeführt.

### Sieben gegen Theben
In Aischylos’ Sieben gegen Theben war Amphiaraos als Gatte der Eriphyle, der Schwester des Adrastos, des Königs von Argos aus dem Hause der Biantiden, dessen Schwager. Zusammen mit König Iphis regierten sie über das argivische Land. Es kam zu einer Auseinandersetzung zwischen Amphiaraos und Adrastos. Schließlich aber einigten sich die beiden Kontrahenten, der Eriphyle die Entscheidung in zukünftigen Streitfällen zwischen ihrem Mann und ihrem Bruder zu überlassen.
Um Polyneikes, seinen Schwiegersohn, der von seinem Bruder Eteokles aus Theben vertrieben worden war, wieder in seine Ämter einzusetzen, beschloss Adrastos einen Kriegszug gegen Theben. Amphiaraos weigerte sich, dem Befehl zur Teilnahme nachzukommen, weil er den unglücklichen Ausgang des Feldzugs und seinen eigenen Tod vorausgesehen hatte. Ohne die Teilnahme des „Auges des Heeres“, wie Amphiaraos genannt wurde, verweigerten aber auch die übrigen Feldherren ihre Unterstützung. Erst als Eriphyle von Polyneikes mit dem Halsband der Harmonia bestochen wurde (auf dem allerdings ein Fluch lag), überredete sie ihren Gatten zur Teilnahme. Aufgrund der Vereinbarung zwischen seinem Schwager, seiner Frau und ihm musste sich Amphiaraos nunmehr dem Feldzug anschließen. Vor seinem Aufbruch forderte er noch seine Söhne auf, ihre Mutter zu töten und Theben mit Krieg zu überziehen, wenn sie erwachsen wären.
Während des Angriffs auf Theben befehligte Amphiaraos einen Teil des Heeres, das am proitischen Tor kämpfte. Als Tydeus von Melanippos tödlich verletzt worden war, wollte Athene ihm zu Hilfe eilen und ihn unsterblich machen. Da Amphiaraos Tydeus als Urheber des Krieges betrachtete, verhinderte er dieses, indem er Melanippos tötete, ihn köpfte und sein Haupt Tydeus gab. Dieser schlürfte das Hirn aus, worauf Athene sich angewidert abwandte und Tydeus starb.
Ein anderer Feldherr, Kapaneus, rief beim Sturm der Mauer aus, dass selbst Zeus ihn nicht aufhalten könne, daraufhin zog Zeus sein Wohlwollen von den Angreifern ab. Amphiaraos, der Seher des Zeus, erkannte dies und wendete seinen Streitwagen zur Flucht. Auch Adrastos und sein Heer flohen. Amphiaraos aber wurde vom thebanischen Helden Periklymenos verfolgt und an einer Furt des Ismenos eingeholt. Um seinem Seher ein unrühmliches Ende auf der Flucht zu ersparen, riss Zeus mit Blitzen die Erde auf. Der Erdschlund verschlang Amphiaraos samt Baton oder Elaton, seinem Wagenlenker, Wagen und Pferden. Der Seher des Zeus wurde unter die Götter der Unterwelt aufgenommen.

## Kult
Die Tanagrier behaupteten, der Ort seines Verschwindens liege bei Harma (altgriechisch ἅρμα „Wagen“). Die Thebaner gaben einen Ort zwischen Potniai und Theben an. Nahe der Stelle seines Verschwindens, in der Nähe von Oropos, erhob sich später das Amphiareion, ein Heiligtum mit berühmtem Traumorakel. Hier wurde er zuerst als Gott verehrt. Auch in Theben und Argos gab es Heiligtümer des Amphiaraos. In Lerna und beim Amphiareion gab es eine Amphiaraosquelle. Pausanias berichtet noch von einer Darstellung eines Zweikampfs zwischen ihm und Lykurg, dem Sohn des Pronax.
Amphiaraos soll bei den ersten Nemeischen Spielen den Sieg im Wagenrennen und im Diskuswerfen errungen haben.